# Apelidos honorários na música popular

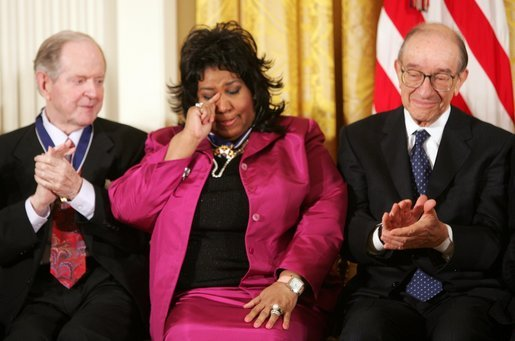
Aretha Franklin, "Rainha do Soul", homenageada com a Medalha Presidencial da Liberdade em novembro de 2005

Apelidos honorários na música popular são usados ou como uma forma de expressão na mídia, ou para homenagear a contribuição musical, ou identificar a importância de um artista para seus fãs.
Essas alcunhas são geralmente nomes religiosos, familiares ou (mais frequentemente) reais e aristocráticos em natureza. Foram usados na música erudita do início do século XIX, no período clássico europeu, com figuras como Mozart sendo chamado de "O pai da música moderna" e Bach "O pai da música moderna do piano". Também foram proeminentes na cultura afro-americana na era pós-Guerra Civil, talvez como um meio de conferir status que fora negado com a escravidão nos Estados Unidos, e em consequência incorporou a música do jazz e do blues, incluindo figuras como Duke Ellington e Count Basie.
Na cultura americana, apesar de sua constituição e ideologia republicana, honoríficos têm sido usados para descrever figuras líderes em várias áreas de atividade, como indústria, comércio, esporte e mídia; "pai" ou "mãe" foram usados para inovadores, e títulos reais como "rei" e "rainha" para figuras dominantes em um campo. Nas décadas de 1930 e 1940, enquanto o jazz e a música swing ganhavam popularidade, eram os artistas brancos mais bem-sucedidos comercialmente, Paul Whiteman e Benny Goodman que se tornaram conhecidos como "O Rei do Jazz" e "O Rei do Swing", respectivamente, apesar de tais gêneros de música originária da cultura afro-americana.
Estes padrões de nomeação foram transferidos para o rock and roll quando surgiu na década de 1950. Houve uma série de tentativas de encontrar (e um número de pretendentes a ser) o "Rei do Rock and Roll", um título que se tornou mais associado com Elvis Presley. Isso tem sido visto como parte de um processo de apropriação de crédito pela inovação da então nova música por um estabelecimento branco. Diferentes honoríficos foram tomados ou dados para outras figuras importantes do gênero, como "O Arquiteto do Rock and Roll", de Little Richard, da década de 1990, Mas este termo, como muitos, também é usado para outras figuras importantes, neste caso, incluindo o guitarrista pioneiro Les Paul.

## Títulos individuais

### 0–9
| Artista | Título     | País           | Fonte |
| ------- | ---------- | -------------- | ----- |
| 50 Cent | Rei do Rap | Estados Unidos | [ 2 ] |

### A
| Artista          | Título                           | País                               | Fonte                |
| ---------------- | -------------------------------- | ---------------------------------- | -------------------- |
| Aaliyah          | Baby Girl                        | Estados Unidos                     | [ 3 ] [ 4 ] [ 5 ]    |
| Aaliyah          | Princesa do R&B                  | Estados Unidos                     | [ 3 ] [ 4 ] [ 5 ]    |
| Aaliyah          | Rainha do Pop Urbano             | Estados Unidos                     | [ 3 ] [ 4 ] [ 5 ]    |
| Adele            | Rainha do Soul                   | Reino Unido                        | [ 6 ]                |
| Adele            | Rainha do Pop Britânico          | Reino Unido                        | [ 7 ]                |
| Ahmed Rushdi     | Pai do Pop do Sul da Ásia        | Paquistão                          | [ 8 ]                |
| Alan Freed       | Rei do Rock and Roll             | Estados Unidos                     | [ 9 ]                |
| Alex Reid        | Primeira Afro-Americana do K-Pop | Estados Unidos                     | [ 10 ]               |
| Alicia Keys      | Rainha do R&B                    | Estados Unidos                     | [ 11 ] [ 12 ]        |
| Amália Rodrigues | Rainha do Fado                   | Portugal                           | [ 13 ]               |
| Amr Diab         | Pai da Música Mediterrânea       | Egito                              | [ 14 ] [ 15 ]        |
| Amy Grant        | Rainha do Christian Pop          | Estados Unidos                     | [ 16 ] [ 17 ]        |
| Amy Lee          | Rainha do Rock                   | Estados Unidos                     | [ 18 ]               |
| Amy Winehouse    | Nova Rainha do Soul              | Reino Unido                        | [ 19 ] [ 20 ]        |
| Amy Winehouse    | Diva do Soul                     | Reino Unido                        | [ 19 ] [ 20 ]        |
| Anahí            | Princesa do Pop Latino           | México                             | [ 21 ]               |
| Anísio Silva     | O Rei do Bolero                  | Brasil                             |                      |
| Aretha Franklin  | Rainha do Soul                   | Estados Unidos                     | [ 22 ] [ 23 ]        |
| Ariana Grande    | Rainha do Pop Teen               | Estados Unidos                     | [ 24 ]               |
| Altemar Dutra    | O Trovador das Américas          | Brasil                             |                      |
| Aurora           | Fada do Pop                      | Noruega                            | [ 25 ]               |
| Avril Lavigne    | Princesa do Pop Punk             | Canadá                             | [ 26 ]               |
| Avril Lavigne    | Fonte da Juventude               | Canadá                             | [ 26 ]               |
| Awkwafina        | Yellow Ranger/Ranger Amarela     | Estados Unidos/China/Coreia do Sul | [ 27 ] [ 28 ] [ 29 ] |
| Ayumi Hamasaki   | Imperatriz do Pop                | Japão                              | [ 30 ]               |

### B
| Artista           | Título                            | País           | Fonte                              |
| ----------------- | --------------------------------- | -------------- | ---------------------------------- |
| B.B. King         | Rei do Blues                      | Estados Unidos | [ 31 ] [ 32 ]                      |
| Benny Goodman     | Rei do Swing                      | Estados Unidos | [ 33 ]                             |
| Bessie Smith      | Imperatriz do Blues               | Estados Unidos | [ 34 ]                             |
| Beyoncé           | Rainha do R&B                     | Estados Unidos | [ 35 ] [ 36 ] [ 37 ] [ 38 ]        |
| Beyoncé           | Queen B                           | Estados Unidos | [ 35 ] [ 36 ] [ 37 ] [ 38 ]        |
| Biliu de Campina  | O maior carrego de Campina Grande | Brasil         | [ 39 ] [ 40 ]                      |
| Bill Haley        | Rei do Rock and Roll              | Estados Unidos | [ 9 ]                              |
| BoA               | Rainha do K-Pop                   | Coreia do Sul  | [ 41 ]                             |
| Brandy            | Princesa do R&B                   | Estados Unidos | [ 18 ]                             |
| Brandy            | Bíblia Vocal                      | Estados Unidos | [ 18 ]                             |
| Britney Spears    | Princesa do Pop                   | Estados Unidos | [ 22 ] [ 42 ] [ 43 ] [ 44 ] [ 45 ] |
| Britney Spears    | Rainha do Pop                     | Estados Unidos | [ 22 ] [ 42 ] [ 43 ] [ 44 ] [ 45 ] |
| Britney Spears    | Miss American Dream               | Estados Unidos | [ 22 ] [ 42 ] [ 43 ] [ 44 ] [ 45 ] |
| Bruce Springsteen | O Patrão                          | Estados Unidos | [ 46 ]                             |

### C
| Artista            | Título                                | País           | Fonte                       |
| ------------------ | ------------------------------------- | -------------- | --------------------------- |
| Camila Cabello     | Fada Cubana/Fada de Cuba              | Cuba           | [ 47 ]                      |
| Carl Perkins       | Rei do Rockabilly                     | Estados Unidos | [ 48 ] [ 49 ]               |
| Carrie Underwood   | Princesa do Country                   | Estados Unidos | [ 50 ] [ 51 ]               |
| Cassiane           | Rainha da Música Pentecostal          | Brasil         | [ 52 ] [ 53 ]               |
| Cassiane           | Rainha Absoluta da Música Pentecostal | Brasil         | [ 52 ] [ 53 ]               |
| Cassiane           | Imperatriz do Gospel Brasileiro       | Brasil         | [ 52 ] [ 53 ]               |
| Celia Cruz         | Rainha da Salsa                       | Cuba           | [ 54 ]                      |
| Céline Dion        | Rainha do Adulto Contemporâneo        | Canadá         | [ 55 ] [ 56 ]               |
| Céline Dion        | Rainha das Baladas Poderosas          | Canadá         | [ 57 ] [ 58 ]               |
| Charly García      | Avô do Rock Argentino                 | Argentina      |                             |
| Cher               | Deusa do Pop                          | Estados Unidos | [ 59 ] [ 60 ] [ 61 ] [ 62 ] |
| Cher               | Rainha da Reinvenção                  | Estados Unidos | [ 59 ] [ 60 ] [ 61 ] [ 62 ] |
| Cher               | The Real First and Diva               | Estados Unidos |                             |
| Cher               | The One and Only                      | Estados Unidos |                             |
| Chris Brown        | Príncipe do R&B                       | Estados Unidos | [ 63 ] [ 64 ]               |
| Christina Aguilera | Rainha da Reinvenção                  | Estados Unidos | [ 22 ] [ 65 ] [ 66 ] [ 67 ] |
| Christina Aguilera | Voz da Geração                        | Estados Unidos | [ 22 ] [ 65 ] [ 66 ] [ 67 ] |
| Chuck Berry        | Rei do Rock and Roll                  | Estados Unidos | [ 68 ]                      |
| Chuck Schuldiner   | Pai do Death Metal                    | Estados Unidos | [ 69 ] [ 70 ] [ 71 ]        |
| Ciara              | Princesa do Crunk&B                   | Estados Unidos | [ 72 ]                      |
| CL                 | Estrela do K-pop                      | Coreia do Sul  | [ 73 ] [ 74 ]               |
| CL                 | Rainha do K-Rap                       | Coreia do Sul  | [ 73 ] [ 74 ]               |
| CL                 | Rainha do K-Pop                       | Coreia do Sul  | [ 73 ] [ 74 ]               |
| Courtney Love      | Deusa do Grunge                       | Estados Unidos | [ 75 ] [ 76 ] [ 77 ] [ 78 ] |
| Courtney Love      | Rainha do Rock and Roll               | Estados Unidos | [ 75 ] [ 76 ] [ 77 ] [ 78 ] |

### D
| Artista           | Título                      | País                      | Fonte         |
| ----------------- | --------------------------- | ------------------------- | ------------- |
| Daddy Yankee      | Rei do Reggaetón            | Porto Rico/Estados Unidos | [ 79 ] [ 80 ] |
| Daniela Mercury   | Rainha do Axé               | Brasil                    | [ 81 ] [ 82 ] |
| Dennis Brown      | Príncipe Herdeiro do Reggae | Jamaica                   | [ 83 ] [ 84 ] |
| Dick Dale         | Rei do Surf Guitar          | Estados Unidos            | [ 85 ]        |
| Di Melo           | Imorrível                   | Brasil                    | [ 86 ]        |
| Dinah Washington  | Rainha do Blues             | Estados Unidos            | [ 87 ] [ 88 ] |
| Diomedes Díaz     | Rei do Vallenato            | Colômbia                  | [ 89 ]        |
| Dolly Parton      | Rainha do Country           | Estados Unidos            | [ 90 ]        |
| Dona Ivone Lara   | Dama do Samba               | Brasil                    | [ 91 ]        |
| Donna Summer      | Rainha da Disco             | Estados Unidos            | [ 22 ]        |
| Dulce Maria       | Princesa do Pop Latino      | México                    | [ 92 ]        |
| Dusty Springfield | Rainha Branca do Soul       | Reino Unido               | [ 93 ] [ 94 ] |

### E
| Artista         | Título                  | País           | Fonte                       |
| --------------- | ----------------------- | -------------- | --------------------------- |
| Elis Regina     | Rainha da MPB           | Brasil         | [ 95 ]                      |
| Ella Fitzgerald | Primeira Dama da Canção | Estados Unidos | [ 96 ] [ 97 ] [ 98 ] [ 99 ] |
| Ella Fitzgerald | Rainha do Jazz          | Estados Unidos | [ 96 ] [ 97 ] [ 98 ] [ 99 ] |
| Elvis Presley   | Rei do Rock and Roll    | Estados Unidos | [ 100 ]                     |
| Eminem          | Rei do Hip Hop          | Estados Unidos | [ 101 ]                     |
| Emma Bunton     | Baby Spice              | Reino Unido    | [ 102 ]                     |
| Enya            | Rainha do New Age       | Irlanda        | [ 103 ] [ 104 ]             |
| Eric Clapton    | Deus                    | Reino Unido    | [ 105 ]                     |
| Erasmo Carlos   | Tremendão               | Brasil         | [ 106 ] [ 107 ]             |
| Erasmo Carlos   | Gigante Gentil          | Brasil         | [ 106 ] [ 107 ]             |
| Erasmo Carlos   | Rei do Rock Brasileiro  | Brasil         | [ 106 ] [ 107 ]             |
| Eunhyuk         | Máquina de Dança        | Coreia do Sul  | [ 108 ]                     |
| Evaldo Braga    | O ídolo negro           | Brasil         |                             |

### F
| Artista         | Título                 | País           | Fonte           |
| --------------- | ---------------------- | -------------- | --------------- |
| Fats Domino     | Rei do Rock and Roll   | Estados Unidos | [ 109 ]         |
| Faye Wong       | Diva da Ásia           | China          | [ 110 ]         |
| Faye Wong       | Rainha Celeste         | China          | [ 110 ]         |
| Francisco Alves | Rei da Voz             | Brasil         | [ 111 ]         |
| Frank Sinatra   | Presidente do Conselho | Estados Unidos | [ 112 ] [ 113 ] |
| Frank Sinatra   | A Voz                  | Estados Unidos | [ 112 ] [ 113 ] |

### G
| Artista         | Título                        | País           | Fonte                                   |
| --------------- | ----------------------------- | -------------- | --------------------------------------- |
| G-Dragon        | Rei do K-pop                  | Coreia do Sul  | [ 114 ] [ 115 ] [ 116 ] [ 117 ] [ 118 ] |
| G-Dragon        | Fashionista da Coreia         | Coreia do Sul  | [ 114 ] [ 115 ] [ 116 ] [ 117 ] [ 118 ] |
| G-Dragon        | It Boy da 2ª Geração do K-pop | Coreia do Sul  | [ 114 ] [ 115 ] [ 116 ] [ 117 ] [ 118 ] |
| Garth Brooks    | Rei do Country                | Estados Unidos | [ 119 ] [ 120 ]                         |
| Genival Lacerda | Rei da Munganga               | Brasil         | [ 121 ]                                 |
| Genival Lacerda | Senador do Rojão              | Brasil         | [ 121 ]                                 |
| George Jones    | Rei do Country                | Estados Unidos | [ 122 ]                                 |
| George Strait   | Rei do Country                | Estados Unidos | [ 123 ]                                 |
| Geri Halliwell  | Ginger Spice                  | Reino Unido    | [ 124 ]                                 |
| Gil Scott-Heron | Padrinho do Rap               | Estados Unidos | [ 125 ]                                 |
| Giorgio Moroder | Pai da Disco                  | Itália         | [ 126 ]                                 |
| Gladys Knight   | Imperatriz do Soul            | Estados Unidos | [ 127 ] [ 128 ] [ 129 ]                 |
| Gloria Estefan  | Rainha do Pop Latino          | Cuba           | [ 130 ]                                 |
| Gloria Gaynor   | Rainha da Disco               | Estados Unidos | [ 131 ]                                 |
| Gretchen        | Rainha do Rebolado            | Brasil         | [ 132 ] [ 133 ]                         |
| Gretchen        | Rainha do Bumbum              | Brasil         | [ 132 ] [ 133 ]                         |
| Gretchen        | Rainha dos Memes              | Brasil         | [ 132 ] [ 133 ]                         |

### H
| Artista         | Título                   | País           | Fonte                                           |
| --------------- | ------------------------ | -------------- | ----------------------------------------------- |
| Harry Belafonte | Rei do Calypso           | Estados Unidos | [ 134 ] [ 135 ]                                 |
| Hayley Williams | Elvis Presley Feminino   | Estados Unidos | [ 136 ]                                         |
| Hebe Camargo    | Rainha da TV Brasileira  | Brasil         | [ 137 ]                                         |
| Hebe Camargo    | Estrelinha do Samba      | Brasil         | [ 137 ]                                         |
| Hero Jaejoong   | Guerreiro Florido Mágico | Coreia do Sul  | [ 138 ] [ 139 ] [ 140 ] [ 141 ] [ 142 ] [ 143 ] |
| Hero Jaejoong   | Príncipe do Japão        | Coreia do Sul  | [ 138 ] [ 139 ] [ 140 ] [ 141 ] [ 142 ] [ 143 ] |
| Hero Jaejoong   | Imperador das Flores     | Coreia do Sul  | [ 138 ] [ 139 ] [ 140 ] [ 141 ] [ 142 ] [ 143 ] |
| Hero Jaejoong   | Príncipe do Sol          | Coreia do Sul  | [ 138 ] [ 139 ] [ 140 ] [ 141 ] [ 142 ] [ 143 ] |
| Hero Jaejoong   | The Hero/O Herói         | Coreia do Sul  | [ 138 ] [ 139 ] [ 140 ] [ 141 ] [ 142 ] [ 143 ] |
| Hibari Misora   | Rainha do Pop Japonês    | Japão          | [ 144 ] [ 145 ]                                 |
| Hikaru Utada    | Diva da Ásia             | Japão          | [ 146 ] [ 147 ] [ 148 ]                         |
| Hyoyeon         | Rainha da Dança          | Coreia do Sul  | [ 149 ] [ 150 ]                                 |

### I
| Artista       | Título                  | País           | Fonte                                   |
| ------------- | ----------------------- | -------------- | --------------------------------------- |
| Iggy Pop      | Padrinho do Punk        | Estados Unidos | [ 151 ] [ 152 ]                         |
| Irene         | Pink Velvet/Veludo Rosa | Coreia do Sul  | [ 153 ]                                 |
| Irene         | Visual original         | Coreia do Sul  | [ 154 ]                                 |
| IU            | Irmã caçula da nação    | Coreia do Sul  | [ 155 ] [ 156 ]                         |
| IU            | Princesa do K-pop       | Coreia do Sul  | [ 155 ] [ 156 ]                         |
| Ivete Sangalo | Rainha do Axé           | Brasil         | [ 157 ] [ 158 ] [ 159 ] [ 160 ] [ 158 ] |
| Ivete Sangalo | Rainha do Brasil        | Brasil         | [ 157 ] [ 158 ] [ 159 ] [ 160 ] [ 158 ] |
| Ivete Sangalo | Rainha do Carnaval      | Brasil         | [ 157 ] [ 158 ] [ 159 ] [ 160 ] [ 158 ] |

### J
| Artista           | Título                                     | País                         | Fonte                           |
| ----------------- | ------------------------------------------ | ---------------------------- | ------------------------------- |
| Jacky Cheung      | Deus da Canção                             | Hong Kong                    | [ 161 ]                         |
| James Brown       | Padrinho do Soul                           | Estados Unidos               | [ 162 ]                         |
| James Brown       | O Homem que Mais Trabalha no Show Business | Estados Unidos               | [ 162 ]                         |
| James Brown       | Rei do Soul                                | Estados Unidos               | [ 162 ]                         |
| Janet Jackson     | Princesa da Família Real Negra             | Estados Unidos               | [ 163 ] [ 164 ] [ 165 ] [ 166 ] |
| Janet Jackson     | Princesa do Pop                            | Estados Unidos               | [ 163 ] [ 164 ] [ 165 ] [ 166 ] |
| Janet Jackson     | Rainha da Dança                            | Estados Unidos               | [ 163 ] [ 164 ] [ 165 ] [ 166 ] |
| Janet Jackson     | Rainha do Pop                              | Estados Unidos               | [ 163 ] [ 164 ] [ 165 ] [ 166 ] |
| Janet Jackson     | Rainha do Pop Erótica                      | Estados Unidos               | [ 163 ] [ 164 ] [ 165 ] [ 166 ] |
| Janet Jackson     | Rainha do R&B                              | Estados Unidos               | [ 163 ] [ 164 ] [ 165 ] [ 166 ] |
| Janet Jackson     | Rainha do Rádio                            | Estados Unidos               | [ 163 ] [ 164 ] [ 165 ] [ 166 ] |
| Janis Joplin      | Rainha do Rock and Roll                    | Estados Unidos               | [ 167 ]                         |
| Jay Chou          | Rei do Pop Chinês                          | Taiwan                       | [ 168 ]                         |
| Jay Park          | Fresh Prince de Seul                       | Estados Unidos/Coreia do Sul | [ 169 ] [ 170 ]                 |
| Jennie            | It girl da Coreia                          | Coreia do Sul                | [ 171 ] [ 172 ] [ 173 ]         |
| Jennie            | Chanel Humana                              | Coreia do Sul                | [ 174 ] [ 175 ]                 |
| Jennie            | Fashionista do K-pop                       | Coreia do Sul                | [ 176 ]                         |
| Jessica Jung      | Princesa do Gelo                           | Estados Unidos/Coreia do Sul | [ 177 ]                         |
| Jessica Jung      | Rainha do Gelo                             | Estados Unidos/Coreia do Sul | [ 178 ]                         |
| Jimmie Rodgers    | Pai da Country Music                       | Estados Unidos               | [ 179 ]                         |
| Jintara Poonlarp  | São Sieng Phin                             | Tailândia                    | [ 180 ]                         |
| Jintara Poonlarp  | Rainha do Mor lam                          | Tailândia                    | [ 180 ]                         |
| Joan Baez         | Rainha do Folk                             | Estados Unidos               | [ 181 ]                         |
| Joan Jett         | Madrinha do Punk                           | Estados Unidos               | [ 182 ]                         |
| Joan Sutherland   | Rainha do Bel Canto                        | Austrália                    | [ 183 ]                         |
| Joelma            | Rainha do Calypso                          | Brasil                       | [ 184 ] [ 185 ]                 |
| Joey Ramone       | Padrinho do Punk                           | Estados Unidos               | [ 186 ]                         |
| John Lee Hooker   | Rei do Blues                               | Estados Unidos               | [ 187 ]                         |
| Jolin Tsai        | Rainha do C-Pop                            | Taiwan                       | [ 188 ]                         |
| Joy Park          | Green Velvet/Veludo Verde                  | Coreia do Sul                | [ 189 ] [ 190 ] [ 191 ] [ 192 ] |
| Joy Park          | Doongdoongie                               | Coreia do Sul                | [ 189 ] [ 190 ] [ 191 ] [ 192 ] |
| Joy Park          | Canary Girl                                | Coreia do Sul                | [ 189 ] [ 190 ] [ 191 ] [ 192 ] |
| Juan Gabriel      | Rei do Pop Latino                          | México                       | [ 193 ]                         |
| Juliette Freire   | Rainha dos Cactos                          | Brasil                       | [ 194 ] [ 194 ] [ 195 ]         |
| Juliette Freire   | Campeã do BBB21                            | Brasil                       | [ 194 ] [ 194 ] [ 195 ]         |
| Juliette Freire   | It Girl Brasileira                         | Brasil                       | [ 194 ] [ 194 ] [ 195 ]         |
| Juliette Freire   | Fenômeno Juliette                          | Brasil                       | [ 194 ] [ 194 ] [ 195 ]         |
| Juliette Freire   | Rainha do BBB21                            | Brasil                       | [ 194 ] [ 194 ] [ 195 ]         |
| Jully Black       | Rainha do R&B Canadense                    | Canadá                       | [ 196 ]                         |
| Jungkook          | Maknae de Ouro do K-Pop                    | Coreia do Sul                | [ 197 ]                         |
| Justin Bieber     | Príncipe do Pop                            | Canadá                       | [ 198 ] [ 199 ] [ 200 ]         |
| Justin Bieber     | Rei do Pop Adolescente                     | Canadá                       | [ 201 ] [ 202 ] [ 203 ]         |
| Justin Timberlake | Príncipe do Pop                            | Estados Unidos               | [ 204 ]                         |
| Justin Timberlake | Presidente do Pop                          | Estados Unidos               | [ 205 ]                         |
| Justin Timberlake | Rei do Pop                                 | Estados Unidos               | [ 206 ] [ 207 ] [ 208 ] [ 209 ] |

### K
| Artista          | Título                         | País                         | Fonte                                                           |
| ---------------- | ------------------------------ | ---------------------------- | --------------------------------------------------------------- |
| Kai              | Gucci Humano                   | Coreia do Sul                | [ 210 ] [ 210 ] [ 211 ] [ 212 ] [ 213 ] [ 214 ] [ 215 ] [ 216 ] |
| Kai              | Apolo da Dança                 | Coreia do Sul                | [ 210 ] [ 210 ] [ 211 ] [ 212 ] [ 213 ] [ 214 ] [ 215 ] [ 216 ] |
| Kai              | Rei das Variedades             | Coreia do Sul                | [ 210 ] [ 210 ] [ 211 ] [ 212 ] [ 213 ] [ 214 ] [ 215 ] [ 216 ] |
| Kai              | It Boy Fashion                 | Coreia do Sul                | [ 210 ] [ 210 ] [ 211 ] [ 212 ] [ 213 ] [ 214 ] [ 215 ] [ 216 ] |
| Kai              | Gucci Boy                      | Coreia do Sul                | [ 210 ] [ 210 ] [ 211 ] [ 212 ] [ 213 ] [ 214 ] [ 215 ] [ 216 ] |
| Kai              | Maquina de Dança               | Coreia do Sul                | [ 210 ] [ 210 ] [ 211 ] [ 212 ] [ 213 ] [ 214 ] [ 215 ] [ 216 ] |
| Karol Conká      | Mamacita                       | Brasil                       | [ 217 ] [ 218 ] [ 219 ]                                         |
| Karol Conká      | Princesa do Hip Hop Brasileiro | Brasil                       | [ 217 ] [ 218 ] [ 219 ]                                         |
| Karol Conká      | Dona do Dilúvio                | Brasil                       | [ 217 ] [ 218 ] [ 219 ]                                         |
| Karol Conká      | Protagonista dos Memes         | Brasil                       | [ 217 ] [ 218 ] [ 219 ]                                         |
| Karol Conká      | Rainha do Rap Brasileiro       | Brasil                       | [ 217 ] [ 218 ] [ 219 ]                                         |
| Kanye West       | Rei do Rap                     | Estados Unidos               | [ 220 ]                                                         |
| Key              | O Todo Poderoso Key            | Coreia do Sul                | [ 221 ]                                                         |
| Khaled           | Rei do Raï                     | Argélia                      | [ 222 ]                                                         |
| Kikki Danielsson | Rainha da Dansband Music       | Suécia                       | [ 223 ]                                                         |
| Koko Taylor      | Rainha do Blues                | Estados Unidos               | [ 224 ]                                                         |
| Kurtis Blow      | Rei do Rap                     | Estados Unidos               | [ 225 ]                                                         |
| Kylie Minogue    | Princesa do Pop                | Austrália                    | [ 226 ]                                                         |
| Kylie Minogue    | Deusa do Pop                   | Austrália                    | [ 226 ]                                                         |
| Kylie Minogue    | Rainha da Manchester Arena     | Austrália                    | [ 226 ]                                                         |
| Kylie Minogue    | Rainha do Pop                  | Austrália                    | [ 226 ]                                                         |
| Krystal Jung     | Princesa do Gelo               | Estados Unidos/Coreia do Sul | [ 227 ]                                                         |
| Krystal Jung     | Princesa Chique do Gelo        | Estados Unidos/Coreia do Sul | [ 228 ]                                                         |
| Kwon Yuri        | Princesa da Dança              | Coreia do Sul                | [ 229 ] [ 230 ] [ 231 ]                                         |

### L
| Artista            | Título                              | País           | Fonte                   |
| ------------------ | ----------------------------------- | -------------- | ----------------------- |
| Lady Gaga          | Mother Monster                      | Estados Unidos | [ 232 ] [ 233 ] [ 234 ] |
| Lady Gaga          | Rainha do Pop                       | Estados Unidos | [ 232 ] [ 233 ] [ 234 ] |
| Lady Gaga          | Ícone do Pop                        | Estados Unidos | [ 232 ] [ 233 ] [ 234 ] |
| Lana Del Rey       | Musa triste da música indie         | Estados Unidos | [ 235 ]                 |
| Lali Espósito      | Rainha do pop adolescente argentino | Argentina      | [ 236 ] [ 237 ]         |
| Lali Espósito      | Rainha do pop argentino             | Argentina      | [ 236 ] [ 237 ]         |
| Laura Pausini      | Rainha do Pop Italiano              | Itália         |                         |
| Lee Aaron          | Rei do Heavy Metal Rock             | Canadá         | [ 238 ]                 |
| Les Paul           | Arquiteto do Rock and Roll          | Estados Unidos | [ 239 ] [ 240 ]         |
| Lil' Kim           | Rainha do Rap                       | Estados Unidos | [ 241 ] [ 242 ]         |
| Lil' Kim           | Rainha do Hip Hop                   | Estados Unidos | [ 241 ] [ 242 ]         |
| Lisa Marie Presley | Princesa do Rock and Roll           | Estados Unidos | [ 243 ] [ 244 ]         |
| Little Richard     | Arquiteto do Rock and Roll          | Estados Unidos | [ 245 ] [ 246 ]         |
| Little Richard     | Rei do Rock and Roll                | Estados Unidos | [ 245 ] [ 246 ]         |
| Liz Phair          | Rainha do Indie Rock                | Estados Unidos | [ 247 ] [ 248 ]         |
| Lonnie Donegan     | Rei do Skiffle                      | Reino Unido    | [ 249 ]                 |
| Loretta Lynn       | Primeira Dama do Country            | Estados Unidos | [ 90 ] [ 250 ] [ 251 ]  |
| Loretta Lynn       | Rainha do Country                   | Estados Unidos | [ 90 ] [ 250 ] [ 251 ]  |
| Lotta Engberg      | Rainha da Dansband Music            | Suécia         | [ 223 ]                 |
| Lou Reed           | Padrinho do Punk                    | Estados Unidos | [ 252 ]                 |
| Louis Armstrong    | Rei do Jazz                         | Estados Unidos | [ 253 ]                 |
| Louis Jordan       | Rei do Jukebox                      | Estados Unidos | [ 254 ]                 |
| Luis Miguel        | O Sol do México                     | México         | [ 255 ] [ 256 ]         |

### M
| Artista             | Título                           | País           | Fonte                                  |
| ------------------- | -------------------------------- | -------------- | -------------------------------------- |
| Madonna             | Imperatriz do Pop                | Estados Unidos | [ 22 ] [ 257 ] [ 258 ] [ 259 ] [ 260 ] |
| Madonna             | Rainha do Pop                    | Estados Unidos | [ 22 ] [ 257 ] [ 258 ] [ 259 ] [ 260 ] |
| Madonna             | Rainha da Reinvenção             | Estados Unidos | [ 22 ] [ 257 ] [ 258 ] [ 259 ] [ 260 ] |
| Megan Thee Stallion | Princesa do Rap                  | Estados Unidos |                                        |
| Maite Perroni       | Rainha do México                 | México         | [ 261 ]                                |
| Maite Perroni       | Rainha das Telenovelas           | México         | [ 262 ]                                |
| Maite Perroni       | A Rebelde da Bachata             | México         | [ 263 ]                                |
| Maria Bethânia      | Rainha da MPB                    | Brasil         | [ 264 ]                                |
| Mariah Carey        | Rainha do R&B                    | Estados Unidos | [ 265 ] [ 266 ]                        |
| Marinês             | Rainha do Xaxado                 | Brasil         | [ 267 ]                                |
| Marvin Gaye         | Príncipe da Motown               | Estados Unidos | [ 268 ] [ 269 ]                        |
| Marvin Gaye         | Príncipe do Soul                 | Estados Unidos | [ 268 ] [ 269 ]                        |
| Mary J. Blige       | Imperatriz do Soul               | Estados Unidos | [ 22 ] [ 270 ] [ 271 ] [ 272 ] [ 273 ] |
| Mary J. Blige       | Rainha do Hip Hop                | Estados Unidos | [ 22 ] [ 270 ] [ 271 ] [ 272 ] [ 273 ] |
| Mary J. Blige       | Rainha do Hip Hop Soul           | Estados Unidos | [ 22 ] [ 270 ] [ 271 ] [ 272 ] [ 273 ] |
| Max Changmin        | Choikang                         | Coreia do Sul  | [ 274 ] [ 275 ] [ 276 ] [ 277 ]        |
| Max Changmin        | The Magic Singer/O Cantor Mágico | Coreia do Sul  | [ 274 ] [ 275 ] [ 276 ] [ 277 ]        |
| Max Changmin        | Bambi Maknae                     | Coreia do Sul  | [ 274 ] [ 275 ] [ 276 ] [ 277 ]        |
| Max Changmin        | Evil Maknae                      | Coreia do Sul  | [ 274 ] [ 275 ] [ 276 ] [ 277 ]        |
| Max Changmin        | Principe da Lua                  | Coreia do Sul  | [ 274 ] [ 275 ] [ 276 ] [ 277 ]        |
| Max Changmin        | Ero Maknae                       | Coreia do Sul  | [ 274 ] [ 275 ] [ 276 ] [ 277 ]        |
| Max Changmin        | O Rei das Baladas                | Coreia do Sul  | [ 274 ] [ 275 ] [ 276 ] [ 277 ]        |
| Melanie Brown       | Scary Spice                      | Reino Unido    | [ 278 ] [ 279 ] [ 280 ]                |
| Melanie Chisholm    | Sporty Spice                     | Reino Unido    | [ 278 ] [ 281 ]                        |
| Michael Jackson     | Rei do Pop                       | Estados Unidos | [ 282 ] [ 283 ]                        |
| Micky Yoochun       | Guerreiro Astral Mágico          | Coreia do Sul  | [ 284 ] [ 285 ] [ 286 ] [ 287 ]        |
| Micky Yoochun       | Príncipe Astral                  | Coreia do Sul  | [ 284 ] [ 285 ] [ 286 ] [ 287 ]        |
| Micky Yoochun       | Príncipe dos Astros              | Coreia do Sul  | [ 284 ] [ 285 ] [ 286 ] [ 287 ]        |
| Misia Ito           | Rainha das Baladas               | Japão          | [ 288 ]                                |
| Mísia Maria Alfonso | Rainha do Fado                   | Portugal       | [ 289 ] [ 290 ] [ 291 ]                |
| Miss Kittin         | Rainha do Electroclash           | França         | [ 292 ] [ 293 ]                        |
| Missy Elliott       | Rainha do Hip Hop                | Estados Unidos | [ 294 ]                                |
| Mister Catra        | Rei do Funk                      | Brasil         | [ 295 ]                                |
| Monica              | Princesa do R&B                  | Estados Unidos | [ 18 ]                                 |
| Mordechai Ben David | Rei da Música Judia              | Estados Unidos | [ 296 ]                                |
| Morrissey           | Papa da Procrastinação           | Reino Unido    | [ 297 ]                                |
| Moya Brennan        | Primeira Dama da Música Céltica  | Irlanda        | [ 298 ] [ 299 ]                        |

### N
| Artista          | Título                   | País              | Fonte                   |
| ---------------- | ------------------------ | ----------------- | ----------------------- |
| Namie Amuro      | Rainha do Pop Japonês    | Japão             | [ 300 ]                 |
| Namie Amuro      | Diva da Era Heisei       | Japão             | [ 300 ]                 |
| Namie Amuro      | Rainha do Hip-Pop        | Japão             | [ 300 ]                 |
| Nara Costa       | Rainha do Arrocha        | Brasil            | [ 301 ]                 |
| Neil Young       | Padrinho do Grunge       | Canadá            | [ 302 ]                 |
| Nelson Ned       | O Pequeno Gigante        | Brasil            |                         |
| Nelson Gonçalves | Rei do Rádio; O Boêmio   | Brasil            |                         |
| Nicki Minaj      | Rainha do Rap            | Trindade e Tobago | [ 303 ] [ 304 ] [ 305 ] |
| Nina Hagen       | Madrinha do Punk         | Alemanha          | [ 306 ] [ 307 ]         |
| Nina Simone      | Suma Sacerdotisa do Soul | Estados Unidos    | [ 34 ]                  |
| Nira Guerreira   | Rainha do Arrocha        | Brasil            | [ 301 ]                 |
| Noel Gallagher   | Rei do Britpop           | Reino Unido       | [ 308 ]                 |
| Nora Ney         | "Rainha das Rádios"      | Brasil            | [ 309 ] [ 310 ]         |
| Nora Ney         | "Deusa"                  | Brasil            | [ 309 ] [ 310 ]         |

### O
| Artista       | Título                                                | País           | Fonte           |
| ------------- | ----------------------------------------------------- | -------------- | --------------- |
| Odetta        | Rainha da Música Folk Americana                       | Estados Unidos | [ 311 ]         |
| Onew          | Líder Onew                                            | Coreia do Sul  | [ 312 ]         |
| Onew          | Dubu                                                  | Coreia do Sul  | [ 312 ]         |
| Onew          | Woojoominam ('O cara mais bonito de todo o universo') | Coreia do Sul  | [ 313 ]         |
| Otis Redding  | Rei do Soul                                           | Estados Unidos | [ 314 ]         |
| Ozzy Osbourne | Padrinho do Heavy Metal                               | Reino Unido    | [ 315 ] [ 316 ] |
| Ozzy Osbourne | Príncipe da Escuridão                                 | Reino Unido    | [ 315 ] [ 316 ] |

### P
| Artista           | Título                  | País           | Fonte                           |
| ----------------- | ----------------------- | -------------- | ------------------------------- |
| Patti Smith       | Madrinha do Punk        | Estados Unidos | [ 317 ]                         |
| Paul Weller       | Padrinho do Reino Unido | Reino Unido    | [ 318 ] [ 319 ]                 |
| Paula Abdul       | Rainha da Dança         | Estados Unidos | [ 320 ]                         |
| Péricles          | Rei da Voz              | Brasil         | [ 321 ]                         |
| Pete Townshend    | Padrinho do Punk        | Reino Unido    | [ 322 ]                         |
| Peter Murphy      | Padrinho do Gótico      | Reino Unido    | [ 323 ] [ 324 ]                 |
| Pitty             | Princesa do Rock        | Brasil         | [ 325 ] [ 326 ] [ 327 ]         |
| Pitty             | Musa do Rock            | Brasil         | [ 325 ] [ 326 ] [ 327 ]         |
| Prince            | Sua Majestade Roxa      | Estados Unidos | [ 328 ] [ 329 ] [ 330 ] [ 331 ] |
| Prince            | Sua Maldade Real        | Estados Unidos | [ 328 ] [ 329 ] [ 330 ] [ 331 ] |
| Psy               | Rei do Youtube          | Coreia do Sul  | [ 332 ] [ 333 ] [ 334 ] [ 335 ] |
| Psy               | Rei do K-Pop            | Coreia do Sul  | [ 332 ] [ 333 ] [ 334 ] [ 335 ] |
| Pumpuang Duangjan | Rainha do Luk thung     | Tailândia      | [ 336 ]                         |

### Q
| Artista       | Título               | País           | Fonte                           |
| ------------- | -------------------- | -------------- | ------------------------------- |
| Qri           | Pretty Idol          | Coreia do Sul  | [ 337 ] [ 338 ] [ 339 ] [ 340 ] |
| Queen Latifah | Rainha da Reinvenção | Estados Unidos | [ 341 ]                         |

### R
| Artista         | Título               | País           | Fonte                   |
| --------------- | -------------------- | -------------- | ----------------------- |
| R. Kelly        | Rei do R&B           | Estados Unidos | [ 342 ]                 |
| Rain            | Príncipe do K-Pop    | Coreia do sul  | [ 343 ]                 |
| Ray Davies      | Padrinho do Britpop  | Reino Unido    | [ 344 ]                 |
| Reba McEntire   | Rainha do Country    | Estados Unidos | [ 90 ] [ 345 ]          |
| Reginaldo Rossi | Rei do Brega         | Brasil         | [ 346 ] [ 347 ]         |
| Reginaldo Rossi | Patrono do Brega     | Brasil         | [ 346 ] [ 347 ]         |
| Rita Lee        | Rainha do Rock       | Brasil         | [ 348 ]                 |
| Rob Halford     | Deus do Metal        | Reino Unido    | [ 349 ]                 |
| Robert Johnson  | Avô do Rock and Roll | Estados Unidos | [ 350 ]                 |
| Roberta Miranda | Rainha do Sertanejo  | Brasil         | [ 351 ]                 |
| Roberto Carlos  | Rei                  | Brasil         | [ 352 ] [ 353 ] [ 354 ] |
| Roberto Müller  | Pingo de Ouro        |                |                         |
| Roy Acuff       | Rei do Country       | Estados Unidos | [ 355 ] [ 356 ] [ 357 ] |

### S
| Artista       | Título                            | País           | Fonte |
| ------------- | --------------------------------- | -------------- | --- |
| Sam Cooke     | Rei do Soul                       | Estados Unidos | [ 358 ] [ 359 ] [ 360 ] |
| Sam Hui       | Deus da Canção                    | Hong Kong      | [ 361 ] |
| Sammi Cheng   | Rainha do Canto Pop               | Hong Kong      | [ 362 ] |
| Sandy         | Rainha do Pop Brasileiro          | Brasil         | [ 363 ] [ 364 ] [ 365 ] [ 366 ] [ 367 ]                                                                                         |
| Sandy         | Princesa do Pop Brasileiro        | Brasil         | [ 363 ] [ 364 ] [ 365 ] [ 366 ] [ 367 ]                                                                                         |
| Scott Joplin  | Rei do Ragtime                    | Estados Unidos | [ 368 ] |
| Selena        | Rainha do Tex-Mex                 | Estados Unidos | [ 369 ] [ 370 ] [ 371 ] [ 372 ]                                                                                                 |
| Selena        | Rainha da música Tejana           | Estados Unidos | [ 369 ] [ 370 ] [ 371 ] [ 372 ]                                                                                                 |
| Selena        | Rainha da Cúmbia                  | Estados Unidos | [ 369 ] [ 370 ] [ 371 ] [ 372 ]                                                                                                 |
| Selena        | Madonna Mexicana                  | Estados Unidos | [ 369 ] [ 370 ] [ 371 ] [ 372 ]                                                                                                 |
| Selena Gomez  | Princesa do pop teen              | Estados Unidos | [ 373 ] [ 374 ] [ 375 ] [ 376 ] [ 377 ] [ 378 ]                                                                                 |
| Selena Gomez  | Rainha do Instagram               | Estados Unidos | [ 373 ] [ 374 ] [ 375 ] [ 376 ] [ 377 ] [ 378 ]                                                                                 |
| Selena Gomez  | Princesa do Instagram             | Estados Unidos | [ 373 ] [ 374 ] [ 375 ] [ 376 ] [ 377 ] [ 378 ]                                                                                 |
| Seo Taiji     | Presidente da Cultura             | Coreia do Sul  | [ 379 ] [ 380 ] [ 381 ] [ 382 ] [ 383 ] [ 384 ] [ 385 ] [ 386 ] [ 387 ] [ 388 ] [ 389 ] [ 390 ] [ 391 ] [ 392 ] [ 393 ] [ 394 ] |
| Seo Taiji     | Pai do K-Pop                      | Coreia do Sul  | [ 379 ] [ 380 ] [ 381 ] [ 382 ] [ 383 ] [ 384 ] [ 385 ] [ 386 ] [ 387 ] [ 388 ] [ 389 ] [ 390 ] [ 391 ] [ 392 ] [ 393 ] [ 394 ] |
| Seo Taiji     | Chefe do K-Pop                    | Coreia do Sul  | [ 379 ] [ 380 ] [ 381 ] [ 382 ] [ 383 ] [ 384 ] [ 385 ] [ 386 ] [ 387 ] [ 388 ] [ 389 ] [ 390 ] [ 391 ] [ 392 ] [ 393 ] [ 394 ] |
| Seo Taiji     | Criador do K-Pop                  | Coreia do Sul  | [ 379 ] [ 380 ] [ 381 ] [ 382 ] [ 383 ] [ 384 ] [ 385 ] [ 386 ] [ 387 ] [ 388 ] [ 389 ] [ 390 ] [ 391 ] [ 392 ] [ 393 ] [ 394 ] |
| Seo Taiji     | Deus do K-Pop                     | Coreia do Sul  | [ 379 ] [ 380 ] [ 381 ] [ 382 ] [ 383 ] [ 384 ] [ 385 ] [ 386 ] [ 387 ] [ 388 ] [ 389 ] [ 390 ] [ 391 ] [ 392 ] [ 393 ] [ 394 ] |
| Seo Taiji     | Presidente do K-Pop               | Coreia do Sul  | [ 379 ] [ 380 ] [ 381 ] [ 382 ] [ 383 ] [ 384 ] [ 385 ] [ 386 ] [ 387 ] [ 388 ] [ 389 ] [ 390 ] [ 391 ] [ 392 ] [ 393 ] [ 394 ] |
| Seo Taiji     | O Ultramania                      | Coreia do Sul  | [ 379 ] [ 380 ] [ 381 ] [ 382 ] [ 383 ] [ 384 ] [ 385 ] [ 386 ] [ 387 ] [ 388 ] [ 389 ] [ 390 ] [ 391 ] [ 392 ] [ 393 ] [ 394 ] |
| Seo Taiji     | The Leader/O Líder                | Coreia do Sul  | [ 379 ] [ 380 ] [ 381 ] [ 382 ] [ 383 ] [ 384 ] [ 385 ] [ 386 ] [ 387 ] [ 388 ] [ 389 ] [ 390 ] [ 391 ] [ 392 ] [ 393 ] [ 394 ] |
| Seo Taiji     | O Rosto do New Jack Swing coreano | Coreia do Sul  | [ 379 ] [ 380 ] [ 381 ] [ 382 ] [ 383 ] [ 384 ] [ 385 ] [ 386 ] [ 387 ] [ 388 ] [ 389 ] [ 390 ] [ 391 ] [ 392 ] [ 393 ] [ 394 ] |
| Seohyun       | Baby Maknae                       | Coreia do Sul  | [ 229 ] [ 395 ] [ 396 ] |
| Seulgi        | Yellow Velvet/Veludo Amarelo      | Coreia do Sul  | [ 397 ] [ 398 ] [ 399 ] [ 400 ]                                                                                                 |
| Seulgi        | GomDoli                           | Coreia do Sul  | [ 397 ] [ 398 ] [ 399 ] [ 400 ]                                                                                                 |
| Shakira       | Rainha do pop latino              | Colômbia       | [ 401 ] [ 402 ] |
| Shakira       | Rainha da Copa do Mundo           | Colômbia       | [ 401 ] [ 402 ] |
| Shania Twain  | Rainha do Country Pop             | Canadá         | [ 403 ] [ 404 ] |
| Shania Twain  | Primeira-dama do Country          | Canadá         | [ 403 ] [ 404 ] |
| Silvio Santos | Rei da TV Brasileira              | Brasil         | [ 405 ] [ 406 ] |
| Silvio Santos | Homem do Baú                      | Brasil         | [ 405 ] [ 406 ] |
| Snoop Dogg    | Rei do Rap                        | Estados Unidos | [ 272 ] |
| Solomon Burke | Rei do Rock 'n' Soul              | Estados Unidos | [ 407 ] |
| Sooyoung      | Shik Shin                         | Coreia do Sul  | [ 229 ] [ 408 ] [ 409 ] |
| Stevie B      | Rei do Freestyle                  | Estados Unidos | [ 410 ] |
| Stevie Nicks  | Rainha do Rock and Roll           | Estados Unidos | [ 411 ] [ 412 ] |
| Sunmi         | Rainha do K-pop                   | Coreia do Sul  | [ 413 ] [ 414 ] |
| Sunmi         | Rainha LGBT                       | Coreia do Sul  | [ 415 ] |
| Sunny         | Rainha do Aegyo                   | Coreia do Sul  | [ 416 ] |
| Sylvester     | Reinvenção da Disco               | Estados Unidos | [ 417 ] |

### T
| Artista       | Título                  | País                         | Fonte                   |
| ------------- | ----------------------- | ---------------------------- | ----------------------- |
| Tarkan        | Rei do Pop Turco        | Turquia                      | [ 418 ] [ 419 ]         |
| T.I.          | Rei do Sul              | Estados Unidos               | [ 420 ]                 |
| Taemin        | Ídolo dos Ídolos        | Coreia do Sul                | [ 421 ] [ 422 ]         |
| Taemin        | Príncipe da Dança       | Coreia do Sul                | [ 423 ]                 |
| Taemin        | Máquina da Dança        | Coreia do Sul                | [ 424 ]                 |
| Taemin        | Maknae de Ouro          | Coreia do Sul                | [ 425 ]                 |
| Taemin        | Rei do K-pop            | Coreia do Sul                | [ 426 ]                 |
| Taemin        | Rei do Visual Perfeito  | Coreia do Sul                | [ 427 ]                 |
| Taeyeon       | Rainha das OST          | Coreia do Sul                | [ 428 ]                 |
| Taylor Swift  | Titan do Pop            | Estados Unidos               | [ 429 ] [ 430 ] [ 431 ] |
| Taylor Swift  | Princesa do Country Pop | Estados Unidos               | [ 432 ]                 |
| Taylor Swift  | Princesa do Pop         | Estados Unidos               | [ 433 ]                 |
| Taylor Swift  | Princesa do Country     | Estados Unidos               | [ 433 ]                 |
| Taylor Swift  | Rainha do Country Pop   | Estados Unidos               | [ 433 ]                 |
| Taylor Swift  | America's Sweetheart    | Estados Unidos               | [ 434 ] [ 435 ]         |
| Teto          | Rei das Prévias         | Brasil                       | [ 436 ]                 |
| Thalía        | Rainha do Pop Mexicano  | México                       | [ 437 ]                 |
| Thalía        | Rainha das Telenovelas  | México                       | [ 437 ]                 |
| Tina Turner   | Rainha do Rock and Roll | Estados Unidos               | [ 22 ]                  |
| Tiffany Young | T-Manager               | Estados Unidos/Coreia do Sul | [ 229 ] [ 189 ] [ 438 ] |
| Tiffany Young | Princesa Rosa           | Estados Unidos/Coreia do Sul | [ 229 ] [ 189 ] [ 438 ] |

### U
| Artista      | Título                 | País           | Fonte                           |
| ------------ | ---------------------- | -------------- | ------------------------------- |
| U-Know Yunho | Rei da Dança           | Coreia do Sul  | [ 439 ] [ 440 ] [ 441 ] [ 442 ] |
| U-Know Yunho | Rei dos Passos         | Coreia do Sul  | [ 439 ] [ 440 ] [ 441 ] [ 442 ] |
| U-Know Yunho | Imperador do K-pop     | Coreia do Sul  | [ 439 ] [ 440 ] [ 441 ] [ 442 ] |
| U-Know Yunho | The Leader/O Líder     | Coreia do Sul  | [ 439 ] [ 440 ] [ 441 ] [ 442 ] |
| U-Know Yunho | Principe das Estrelas  | Coreia do Sul  | [ 439 ] [ 440 ] [ 441 ] [ 442 ] |
| Umm Kulthum  | Diva da Canção Arábica | Egito          | [ 443 ]                         |
| Umm Kulthum  | Estrela do Leste       | Egito          | [ 443 ]                         |
| Usher        | Rei do R&B             | Estados Unidos | [ 444 ] [ 445 ]                 |

### V
| Artista          | Título         | País        | Fonte                   |
| ---------------- | -------------- | ----------- | ----------------------- |
| Valesca Popozuda | Rainha do Funk | Brasil      | [ 446 ]                 |
| Victoria Beckham | Posh Spice     | Reino Unido | [ 447 ] [ 448 ] [ 449 ] |
| Victoria Song    | Deusa da Ásia  | China       | [ 450 ] [ 451 ]         |

### W
| Artista             | Título                   | País                 | Fonte                   |
| ------------------- | ------------------------ | -------------------- | ----------------------- |
| Wanessa Camargo     | Rainha do Pop Brasileiro | Brasil               | [ 452 ] [ 453 ] [ 454 ] |
| "Weird Al" Yankovic | Rei da Paródia           | Estados Unidos       | [ 455 ] [ 456 ]         |
| Wen Junhui          | Príncipe do Visual       | China                | [ 457 ]                 |
| Wen Junhui          | Visual dos Visuais       | China                | [ 457 ]                 |
| Wendy Son           | Blue Velvet/Veludo Azul  | Coreia do Sul/Canadá | [ 458 ] [ 398 ]         |
| Wendy Son           | Wan-ah                   | Coreia do Sul/Canadá | [ 458 ] [ 398 ]         |
| Whitney Houston     | The Voice / A voz        | Estados Unidos       | [ 265 ] [ 459 ]         |
| Wilson Simonal      | Rei da Pilantragem       | Brasil               | [ 460 ] [ 461 ]         |
| Wilson Simonal      | Rei do Swing             | Brasil               | [ 460 ] [ 461 ]         |

### X
| Artista    | Título               | País          | Fonte                                                           |
| ---------- | -------------------- | ------------- | --------------------------------------------------------------- |
| Xiah Junsu | O Vocal Alado        | Coreia do Sul | [ 440 ] [ 441 ] [ 442 ] [ 287 ] [ 462 ] [ 463 ] [ 464 ] [ 465 ] |
| Xiah Junsu | Duque Alado          | Coreia do Sul | [ 440 ] [ 441 ] [ 442 ] [ 287 ] [ 462 ] [ 463 ] [ 464 ] [ 465 ] |
| Xiah Junsu | Imperador Celeste    | Coreia do Sul | [ 440 ] [ 441 ] [ 442 ] [ 287 ] [ 462 ] [ 463 ] [ 464 ] [ 465 ] |
| Xiah Junsu | Príncipe do Céu      | Coreia do Sul | [ 440 ] [ 441 ] [ 442 ] [ 287 ] [ 462 ] [ 463 ] [ 464 ] [ 465 ] |
| Xuxa       | Rainha dos Baixinhos | Brasil        | [ 466 ]                                                         |

### Y
| Artista             | Título                      | País          | Fonte                           |
| ------------------- | --------------------------- | ------------- | ------------------------------- |
| Yeri                | Purple Velvet/Veludo Roxo   | Coreia do Sul | [ 467 ]                         |
| Yeri                | Malgeumi                    | Coreia do Sul | [ 467 ]                         |
| Yeri                | Pretty Maknae               | Coreia do Sul | [ 467 ]                         |
| Yoona               | Alligator Yoong             | Coreia do Sul | [ 229 ] [ 189 ] [ 468 ] [ 398 ] |
| Yoona               | Deusa da Coreia             | Coreia do Sul | [ 229 ] [ 189 ] [ 468 ] [ 398 ] |
| Yuridila Valenzuela | Rainha do pop rock mexicano | México        | [ 469 ]                         |

### Z
| Artista         | Título                     | País      | Fonte           |
| --------------- | -------------------------- | --------- | --------------- |
| Zaynara         | Princesinha do Beat Melody | Brasil    | [ 470 ]         |
| Zsa Zsa Padilla | A Veterana                 | Finlândia | [ 471 ] [ 472 ] |
| Zezo            | O Príncipe dos Teclados    | Brasil    |                 |

## Títulos de grupo

### Grupos musicais
| Artista(s)         | Título                                                    | País           | Fonte                   |
| ------------------ | --------------------------------------------------------- | -------------- | ----------------------- |
| Aerosmith          | Melhor Banda Americana de Rock and Roll                   | Estados Unidos | [ 473 ] [ 474 ]         |
| AKB48              | Rainhas do Japão                                          | Japão          | [ 475 ]                 |
| Babymetal          | Deusas do Metal                                           | Japão          | [ 476 ]                 |
| BLACKPINK          | Titãs do K-Pop                                            | Coreia do Sul  | [ 477 ] [ 478 ] [ 479 ] |
| BLACKPINK          | Ato Feminino Global do K-Pop                              | Coreia do Sul  | [ 477 ] [ 478 ] [ 479 ] |
| BLACKPINK          | Maior Grupo Feminino do Mundo                             | Coreia do Sul  | [ 477 ] [ 478 ] [ 479 ] |
| The Beach Boys     | Banda Americana                                           | Estados Unidos | [ 480 ] [ 481 ]         |
| The Beatles        | O Quarteto Fabuloso                                       | Reino Unido    | [ 482 ]                 |
| BIGBANG            | Reis do K-Pop                                             | Coreia do Sul  | [ 483 ] [ 484 ] [ 485 ] |
| Big Time Rush      | Príncipes do Gênero Boyband Americano                     | Estados Unidos | [ 486 ]                 |
| The Clash          | A Única Banda Que Importa                                 | Reino Unido    | [ 487 ]                 |
| EXO                | A Escolha da Nação                                        | Coreia do Sul  | [ 488 ]                 |
| EXO                | Poderes sobrenaturais                                     | Coreia do Sul  | [ 489 ]                 |
| Girls' Generation  | Grupo Feminino da Nação                                   | Coreia do Sul  | [ 490 ]                 |
| Girls' Generation  | Deusas do Som                                             | Coreia do Sul  | [ 489 ]                 |
| Jackson Five       | Primeira Família do Soul                                  | Estados Unidos | [ 491 ] [ 492 ]         |
| Judas Priest       | Deuses do Metal                                           | Reino Unido    | [ 493 ]                 |
| The Prodigy        | O Padrinho da Rave                                        | Reino Unido    | [ 494 ]                 |
| R.E.M.             | Melhor Banda Americana de Rock and Roll                   | Estados Unidos | [ 495 ]                 |
| Red Velvet         | Rainhas do verão                                          | Coreia do Sul  | [ 496 ]                 |
| Red Velvet         | Rainha de todas as estações                               | Coreia do Sul  | [ 497 ] [ 498 ]         |
| Red Velvet         | Seres transcendentais que estão em comunhão com os deuses | Coreia do Sul  | [ 489 ]                 |
| The Rolling Stones | A Melhor Banda de Rock and Roll do Mundo                  | Reino Unido    | [ 499 ]                 |
| TVXQ!              | Deuses do K-Pop                                           | Coreia do Sul  | [ 500 ] [ 501 ]         |
| TVXQ!              | Sol da Ásia                                               | Coreia do Sul  | [ 500 ] [ 501 ]         |
| Twice              | Grupo Feminino Número 1 da Ásia                           | Coreia do Sul  | [ 502 ]                 |
| Shinee             | Príncipes do K-pop                                        | Coreia do Sul  | [ 503 ]                 |
| Shinee             | Reis dos Vocais                                           | Coreia do Sul  | [ 504 ]                 |
| Shinee             | Cinco Luzes                                               | Coreia do Sul  | [ 489 ]                 |
| Sistar             | Rainhas do Verão                                          | Coreia do Sul  | [ 505 ] [ 506 ]         |
| Super Junior       | Reis da Onda Hallyu                                       | Coreia do Sul  | [ 507 ]                 |
| SuperM             | Os Vingadores do K-Pop                                    | Coreia do Sul  | [ 508 ]                 |
| Xeque-Mate         | Pais do Heavy Metal Português                             | Portugal       | [ 509 ]                 |

### Grupo de artistas
| Artista(s)        | Título                                    | País           | Fonte   |
| ----------------- | ----------------------------------------- | -------------- | ------- |
| Anthrax           | O Grande Quarteto do Thrash               | Estados Unidos | [ 510 ] |
| Megadeth          | O Grande Quarteto do Thrash               | Estados Unidos | [ 510 ] |
| Metallica         | O Grande Quarteto do Thrash               | Estados Unidos | [ 510 ] |
| Slayer            | O Grande Quarteto do Thrash               | Estados Unidos | [ 510 ] |
| Dusty Springfield | Quatro Poderosas Divas do Pop nos Anos 60 | Reino Unido    | [ 511 ] |
| Aretha Franklin   | Quatro Poderosas Divas do Pop nos Anos 60 | Estados Unidos | [ 511 ] |
| Diana Ross        | Quatro Poderosas Divas do Pop nos Anos 60 | Estados Unidos | [ 511 ] |
| Dionne Warwick    | Quatro Poderosas Divas do Pop nos Anos 60 | Estados Unidos | [ 511 ] |
| Jacky Cheung      | Os Quatro Reis Celestes do Pop Chinês     | Hong Kong      | [ 161 ] |
| Leon Lai          | Os Quatro Reis Celestes do Pop Chinês     | Hong Kong      | [ 161 ] |
| Andy Lau          | Os Quatro Reis Celestes do Pop Chinês     | Hong Kong      | [ 161 ] |
| Aaron Kwok        | Os Quatro Reis Celestes do Pop Chinês     | Hong Kong      | [ 161 ] |